# هزارخال (نوشهر)
هزارخال، روستایی است از توابع بخش کجور شهرستان نوشهر در استان مازندران ایران.

## جمعیت
این روستا در دهستان توابع کجور قرار دارد و براساس سرشماری مرکز آمار ایران در سال ۱۳۸۵، جمعیت آن ۸۲ نفر (۲۵خانوار) بوده‌است. مردم هزارخال از قومیت طبری هستند. مردم هزارخال به زبان طبری و گویش کجوری سخن می‌گویند.